# Crocothemis
Genre
Crocothemis est un genre  dans la famille des Libellulidae appartenant au sous-ordre des Anisoptères dans l'ordre des Odonates.

## Espèces du genreCrocothemis

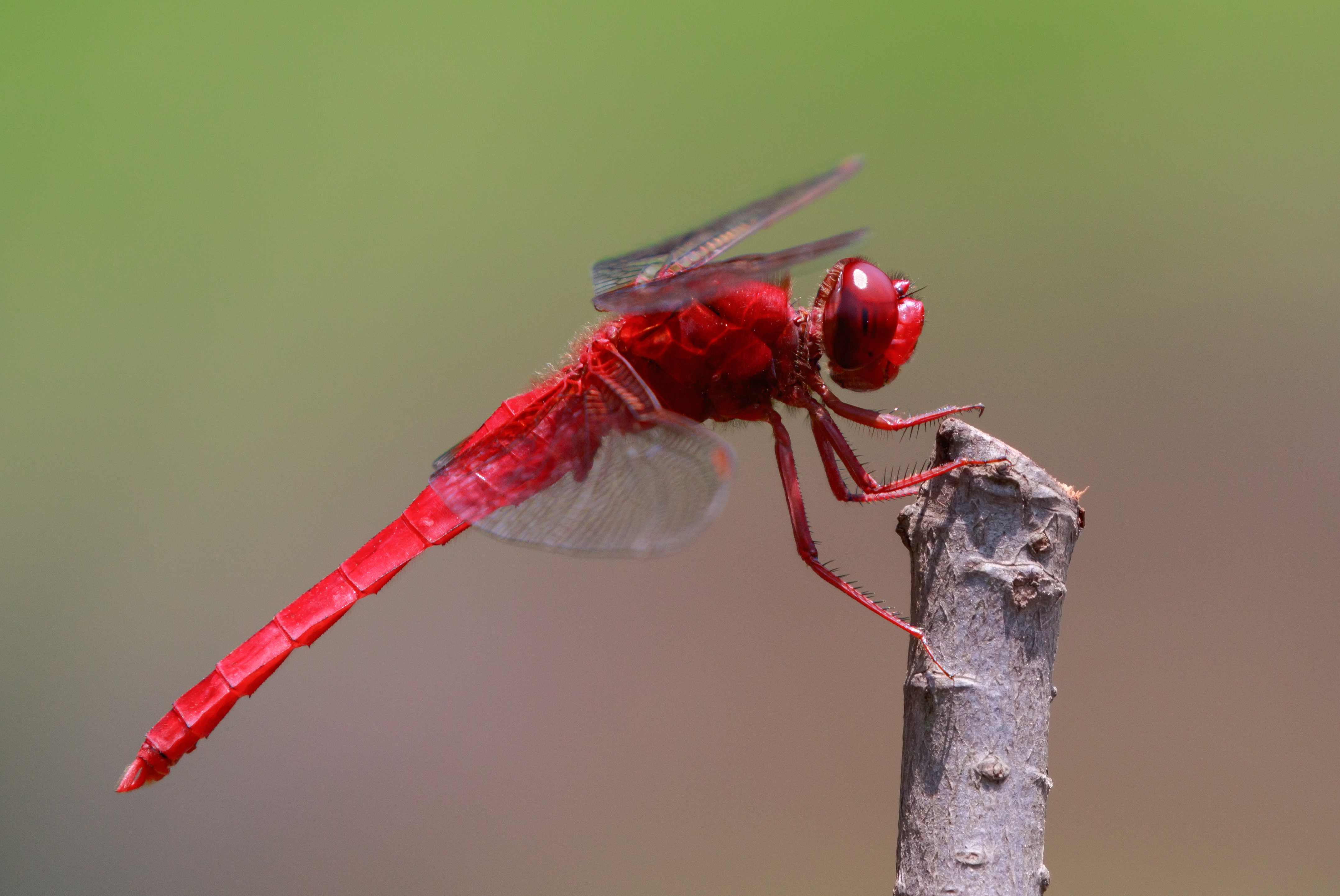
Crocothemis servilia mariannae

- Crocothemis brevistigma Pinhey, 1961
- Crocothemis corocea Navás, 1918
- Crocothemis divisa Karsch, 1898
- Crocothemis erythraea (Brullé, 1832) - seule espèce européenne
- Crocothemis misrai Baijal & Agarwal, 1956
- Crocothemis nigrifrons (Kirby, 1894)
- Crocothemis sanguinolenta (Burmeister, 1839)
- Crocothemis saxicolor Ris, 1921
- Crocothemis servilia (Drury, 1773)
- Crocothemis striata Lohmann, 1981